# Rush (러시의 음반)
《Rush》는 캐나다의 록 밴드 러시의 데뷔 스튜디오 음반이다. 1974년 3월 1일, 캐나다에서 발매되었고, 이후 머큐리 레코드에 의해 국제적으로 발매되었다. 밴드가 결성된 지 5년 만에 녹음된 이 첫 번째 음반은 70년대 초에 등장한 많은 인기 록 밴드들의 전형적인 하드 록 사운드의 많은 부분을 보여준다. 러시는 레드 제플린과 크림과 같은 밴드의 팬이었고, 이러한 영향은 음반의 대부분의 노래에서 들을 수 있다.
오리지널 드러머 존 럿시는 모든 드럼 파트를 음반에서 연주했지만 당뇨와의 합병증 때문에 투어를 연장할 수 없었기 때문에 음반이 발매된 후 밴드에서 은퇴했다. 럿시는 음반의 가사에 기여했지만, 밴드의 다른 멤버들에게 작품을 제출하지는 않았다. 그 대신 가사는 보컬리스트이자 베이시스트인 게디 리와 기타리스트 알렉스 라이프슨이 작곡했다. 럿시는 곧 닐 피어트로 대체되었고, 그는 밴드의 드러머이자 주요 작사가로 남아있었다.

## 녹음 및 제작
원래 녹음 세션은 토론토의 이스턴 사운드 스튜디오에서 데이브 스톡이 프로듀싱을 맡았다. 그들은 밴드의 낮은 예산 때문에 스튜디오에서 '죽은' 시간 동안 밤 늦게 스케줄이 잡혔고 이 기간 동안의 요금이 가장 저렴했다. 스톡은 밴드의 데뷔 싱글(버디 홀리의 〈Not Fade Away〉의 커버로 오리지널 작곡인 〈You Can't Fight It〉을 B-사이드에서 작업했다. 〈You Can't Fight It〉은 음반에 수록될 예정이었으나 폐기되었다. 이스턴 사운드의 두 곡인 〈In the Mood〉와 〈Take a Friend〉가 최종 음반에 수록되었다.
그러나 러시는 첫 번째 세션의 품질에 불만족스러웠다. 이들은 토론토 사운드 스튜디오로 옮겨 다음 세션을 직접 제작하면서 녹음 품질을 크게 향상시켰다. 그들은 〈What You're Doing〉, 〈Before and After〉, 〈Working Man〉의 기존 수록곡에 새로운 덧셈을 추가했다. 가장 발전된 프로듀싱을 한 트랙은 전적으로 토론토 사운드 〈Finding My Way〉, 〈Need Some Love〉, 〈Here Again〉에 녹음되었다. 이 신곡들은 이전 세션에서 녹음된 곡들을 대신했다. 두 스튜디오 모두 1973년 당시에는 상당히 원시적이었던 8채널 멀티트랙 레코더를 사용했지만, 이 그룹은 사용 가능한 기술을 최대한 활용하는 법을 빠르게 배웠다.

## 평가
| 전문가 평가                   | 전문가 평가 |
| 평가 점수                     | 평가 점수   |
| 출처                          | 점수        |
| ----------------------------- | ----------- |
| AllMusic                      | [ 4 ]       |
| The Rolling Stone Album Guide | [ 5 ]       |

러시는 1974년 발매과 동시에 긍정적인 평가를 받았다. 《오타와 시티즌》을 위해 글을 쓴 빌 프로빅은 밴드의 "즉각 가속"과 "주행적이고 바삭바삭한 사운드"에 대해 찬사를 보냈다. 《빌보드》는 "게디 리의 로버트 플랜트 같은 리드 보컬과 알렉스 라이프슨의 강력한 기타 연주와 존 럿시의 탄탄한 드럼 연주로 강조된 좋은 하드 록을 다량 제공한다"고 썼다.

## 곡 목록
모든 곡들은 특별한 언급이 없는 한 알렉스 라이프슨과 게디 리에 의해 작사/작곡하였다.
| #  | 제목               | 재생 시간 |
| -- | ------------------ | --------- |
| 1. | 〈Finding My Way〉 | 5:08      |
| 2. | 〈Need Some Love〉 | 2:16      |
| 3. | 〈Take a Friend〉  | 4:27      |
| 4. | 〈Here Again〉     | 7:30      |

| #  | 제목                  | 작사·작곡 | 재생 시간 |
| -- | --------------------- | --------- | --------- |
| 5. | 〈What You're Doing〉 |           | 4:19      |
| 6. | 〈In the Mood〉       | 리        | 3:36      |
| 7. | 〈Before and After〉  |           | 5:33      |
| 8. | 〈Working Man〉       |           | 7:07      |

## 인증
| 국가                       | 인증 | 판매량/출하량 |
| -------------------------- | ---- | ------------- |
| 캐나다 (뮤직 캐나다)       | 골드 | 50,000^       |
| 미국 (RIAA)                | 골드 | 500,000^      |
| ^출하량을 기반으로 한 인증 |      |               |